# Marquesado de Francoforte
El marquesado de Francoforte es un título nobiliario español creado en 1982 por el rey Juan Carlos I a favor de Joaquín Triana y del Arroyo, en recuerdo del antiguo título siciliano de «marqués de Francofonte», que se había creado por Felipe II de España con esa denominación (muy parecida a la actual en vigor), el 2 de junio de 1565 a favor de Jerónimo Gravina Cruylles, gobernador de la ciudad de Augusta, en Reino de Sicilia.
Aunque realmente fue una rehabilitación de un antiguo título, se considera como de nueva creación, por lo que a Joaquín Triana y del Arroyo , que lo rehabilitó, se le considera primer marqués del título español de "Francoforte".

## Marqueses de Francoforte
|                            | Titular                                  | Periodo                    |
| Creación por Juan Carlos I | Creación por Juan Carlos I               | Creación por Juan Carlos I |
| -------------------------- | ---------------------------------------- | -------------------------- |
| I                          | Joaquín Triana y del Arroyo              | 1982-1999                  |
| II                         | José Fernández de Villavicencio y Osorio | 2002-2013                  |
| III                        | Diana Fernández de Villavicencio y Greb  | 2014-actual titular        |

## Historia de los marqueses de Francoforte
- Joaquín Triana y del Arroyo (1929-1999), I marqués de Francoforte[1] (rehabilitado en 1981  el antiguo título siciliano de "marqués de Francofonte", con denominación de "Francoforte").

Le sucedió en 2002:
- José Fernández de Villavicencio y Osorio (n. en 1919), II marqués de Francoforte,[2] XI marqués de Castrillo, VII duque de Algete, XVI marqués de Vallecerrato.

En 2013 lo cedió a su hija, que le sucedió en 2014:
- Diana Fernández de Villavicencio y Greb, III marquesa de Francoforte.[3]